# Холтом Сити (Тексас)
Холтом Сити (енгл. Haltom City) град је у америчкој савезној држави Тексас. По попису становништва из 2010. у њему је живело 42.409 становника.

## Демографија
Према попису становништва из 2010. у граду је живело 42.409 становника, што је 3.391 (8,7%) становника више него 2000. године.
| Група             | 2000.          | 2010.          |
| Белци             | 26.306 (67,4%) | 19.967 (47,1%) |
| Афроамериканци    | 1.088 (2,8%)   | 1.776 (4,2%)   |
| Азијати           | 3.010 (7,7%)   | 3.437 (8,1%)   |
| Хиспаноамериканци | 7.771 (19,9%)  | 16.515 (38,9%) |
| Укупно            | 39.018         | 42.409         |